# Thomas Walker Gilmer

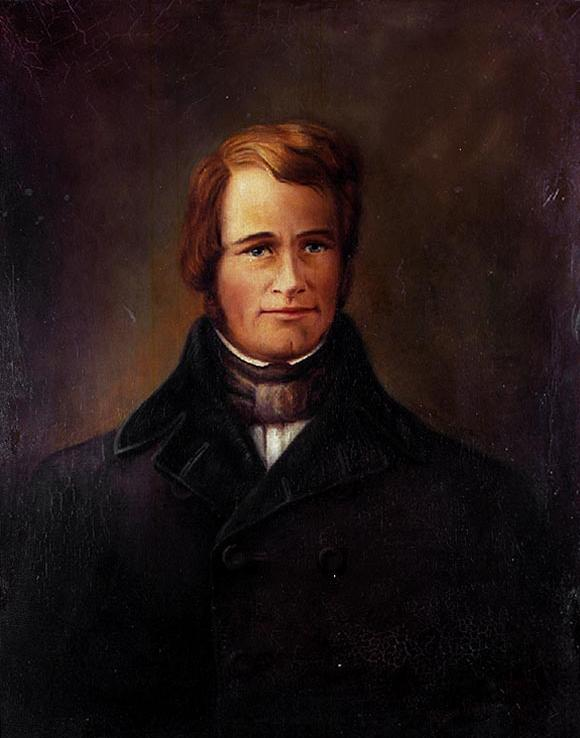
Thomas Walker Gilmer

Thomas Walker Gilmer (* 6. April 1802 in Gilmerton, Albemarle County, Virginia; † 28. Februar 1844 auf dem Potomac River) war ein US-amerikanischer Politiker. Er war Gouverneur des Staates Virginia und amtierte zehn Tage lang als Marineminister der USA.

## Leben
Nach dem Besuch der öffentlichen Schule studierte Gilmer die Rechte, wurde in die Anwaltskammer aufgenommen und arbeitete als Jurist in Charlottesville. Er war mit Anne Baker verheiratet, der Tochter von John Baker, einem ehemaligen Kongressabgeordneten aus Virginia.

## Politik
Von 1829 bis 1836 gehörte Gilmer dem Abgeordnetenhaus von Virginia an; zwischen 1839 und 1840 war er erneut Mitglied dieser Parlamentskammer und übte das Amt des Speakers aus.
1840 wurde Thomas Gilmer als Kandidat der Whigs zum Gouverneur von Virginia gewählt. Er legte großes Engagement an den Tag und inspizierte den Zustand von Straßen, Schulen, Kanälen und Eisenbahnstrecken auf eigene Kosten. Jedoch trat er nach nur einem Jahr im Amt am 20. März 1841 bereits zurück. Damit wollte er seinen Protest gegen die Staatslegislative zum Ausdruck bringen, die sich weigerte, ihn bei einem politischen Streit mit New Yorks Gouverneur William H. Seward zu unterstützen. Dieser sollte entflohene Sklaven im Austausch gegen einen in Virginia festgehaltenen Verbrecher aus New York ausliefern.
Gilmer wechselte in die Bundespolitik und gehörte von 1841 bis 1844 dem US-Repräsentantenhaus an. Zu seiner zweiten Amtsperiode war er nach einem Parteiwechsel als Demokrat angetreten. Das Ergebnis fiel dabei so knapp aus, dass es vom unterlegenen Whig-Kandidaten William L. Goggin angefochten wurde, hatte jedoch Bestand. Gilmer legte sein Mandat am 16. Februar 1844 nieder; tags zuvor hatte ihn US-Präsident John Tyler als Secretary of the Navy in sein Kabinett berufen. Er hatte bereits zuvor zu Tylers engsten Verbündeten in Washington gezählt und unterstützte den Präsidenten in dessen Unterfangen, die angestrebte Annexion von Texas als großes Verdienst seiner Amtszeit herauszustellen und so das Fundament für seine Wiederwahl zu legen.
Am 19. Februar 1844 trat Thomas Gilmer sein Amt als Marineminister an. Doch nur neun Tage später, am 28. Februar, kam er ums Leben, als das Tyler-Kabinett mit dem Kriegsschiff USS Princeton eine Fahrt auf dem Potomac River unternahm und dabei ein Geschütz explodierte. Gilmer starb ebenso an seinen schweren Verletzungen wie Außenminister Abel P. Upshur.

## Würdigung
Mit Thomas W. Gilmer, der in seiner Heimat Virginia beigesetzt wurde, verlor Präsident Tyler einen seiner wichtigsten Mitarbeiter. Nach Ansicht mancher Historiker verzögerten sich durch seinen Tod die Bemühungen um die Annexion von Texas.
Zwei Schiffe der US Navy wurden nach Gilmer benannt, darüber hinaus das Gilmer County in West Virginia und die Stadt Gilmer in Texas. Sie ist der County Seat des nach dem beim selben Unglück verstorbenen Abel P. Upshur benannten Upshur County.